# Огірковий сік
Огірковий сік — сік, який можна отримати з огірків шляхом віджиму або пресу. Огірки складаються на 95-98% з води.
Огірковий сік використовують для приготування напоїв, страв (наприклад огірковий суп), а також додається у соуси та салатні заправки.  Містить вітаміни та амінокіслоти, також багато мінералів: сірка і йод, кремній і фосфор, залізо, кальцій і магній, хлор і калій.
Огірковий сік використовується як інгредієнт у косметичних засобах, милах, шампунях і лосьйонах, а також у туалетній воді та парфумерії.
У російській традиційній медицині його застосовували для лікування запалення дихальних шляхів і та затяжного кашлю. В інших культурах його застосовували для заспокоєння печії та пониження кислотності шлунку. Використовувався для заспокоєння опіків і висипань.   